# Yanni Regäsel
Yanni Regäsel (Berlino, 13 gennaio 1996) è un calciatore tedesco, difensore del Bövinghausen.